# Rambla del Carmelo
La rambla del Carmelo (en catalán: rambla del Carmel) se encuentra en Barcelona (España). Es la vía principal del barrio del Carmelo, en el distrito de Horta-Guinardó. Aquí se halla uno de los dos extremos del túnel de la Rovira. 

## Odonimia
El nombre de la rambla proviene del Santuario de Nuestra Señora del Monte Carmelo, dedicado a la Virgen del Carmen, construido en 1864 al pie del monte Carmelo. El término Carmelo proviene del hebreo כַּרְמֶל (Karm-El), que quiere decir «viña de Dios» o, por extensión, «jardín de Dios». El nombre deriva de una advocación de la Virgen María, Nuestra Señora del Monte Carmelo, más conocida en países de habla hispana como Virgen del Carmen. Esta devoción se originó en el monte Carmelo, en Israel, siendo difundida por la Orden de los Carmelitas.

## Historia

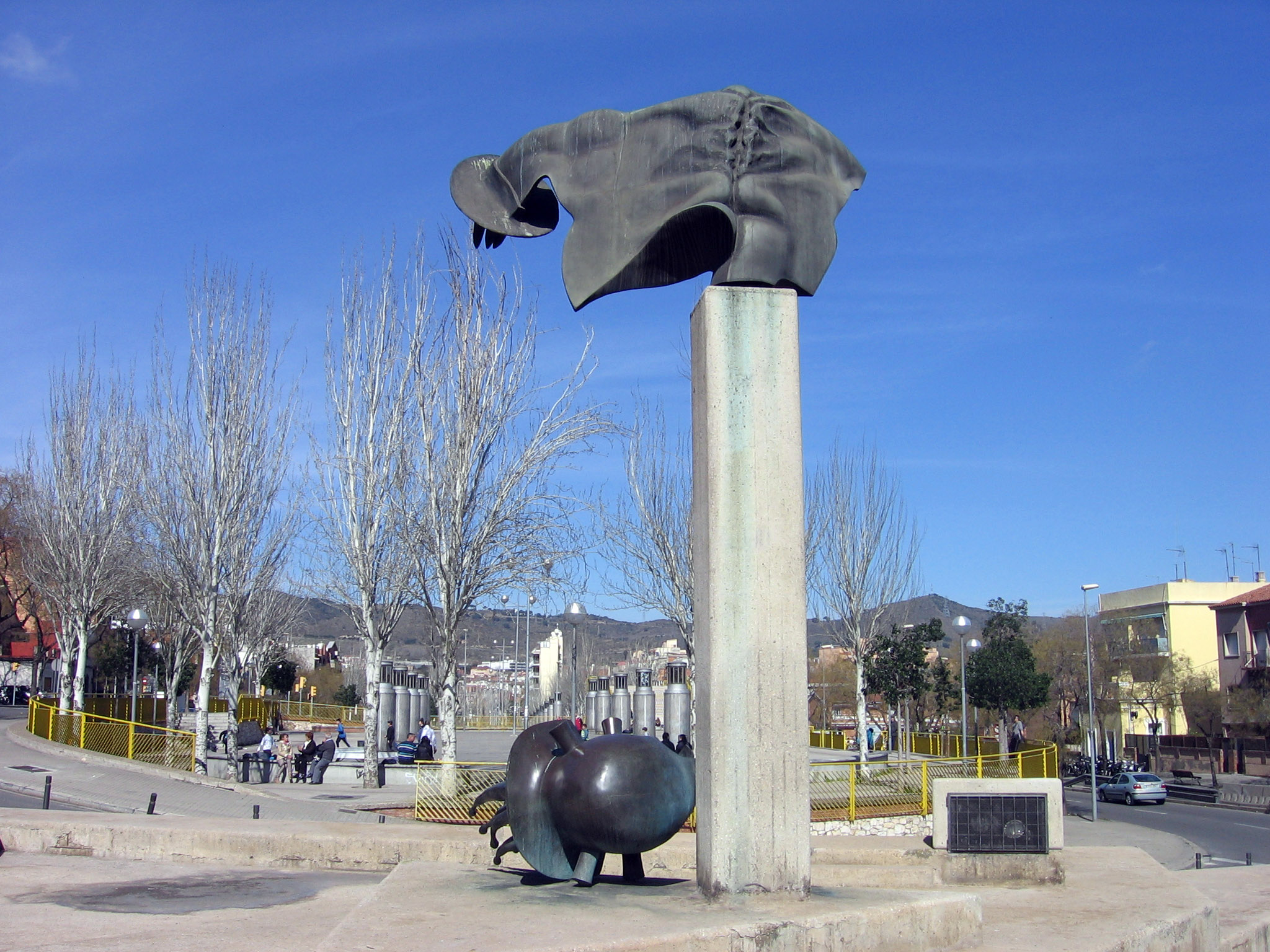
David y Goliat, de Roy Shifrin.

Esta zona pertenecía al municipio de San Andrés de Palomar, hasta que en 1897 esta localidad fue agregada a Barcelona y, al efectuarse una reordenación administrativa, pasó a Horta-Guinardó. El nombre anterior de la vía era Prat, pero el 14 de marzo de 1916 fue renombrada como rambla del Carmelo, nombre del santuario que bautizó también al barrio. En origen era una zona de torres con pequeñas parcelas de jardín o huerto, la mayoría segundas residencias de familias que pasaban aquí las vacaciones. Fue en ese sentido que la promocionó el abogado y escritor Alexandre de Bacardí i Janer, uno de los primeros impulsores de la urbanización del entorno. Sin embargo, con el auge de la inmigración a partir de 1929 se empezaron a construir casas de planta baja y un piso, mientras que a partir de los años 1950, fecha en que se disparó la especulación inmobiliaria, se construyeron edificios de varias plantas, que son los que perduran hoy día. En 1987, a causa de las obras de apertura del túnel de la Rovira, se expropiaron y derribaron varios edificios de la rambla.

## Arte público
En la rambla, cerca de la entrada al túnel de la Rovira, se encuentra la obra David y Goliat (Homenaje a las Brigadas Internacionales), obra de Roy Shifrin de 1988. Fue creada en recuerdo de las Brigadas Internacionales que lucharon en la Guerra Civil, por lo que a menudo se realizan ofrendas florales en recuerdo a estos luchadores de la libertad. Fue patrocinado por el batallón Abraham Lincoln y por la Spanish Civil War Historical Society. Representa el casco de Goliat y el torso desnudo de David, con un escudo en la mano, realizados en bronce sobre un pilar de cemento, con un total de ocho metros de altura.